# Lo Ledat
Ledat (en francès Lédat) és un municipi francès situat al departament d'Òlt i Garona i a la regió de la Nova Aquitània.

## Demografia
| 1962                                       | 1968 | 1975 | 1982 | 1990 | 1999 | 2007  |
| ------------------------------------------ | ---- | ---- | ---- | ---- | ---- | ----- |
| 459                                        | 481  | 523  | 674  | 747  | 896  | 1.078 |
| Des de 1962: població sense dobles comptes |      |      |      |      |      |       |

## Administració
| Període   | Identitat          | Partit |
| --------- | ------------------ | ------ |
| 1977-2008 | Claude Arcas       |        |
| 2008-     | Christian Rousseau | UMP    |